# Список банков, лишённых лицензии в 1993 году (Россия)

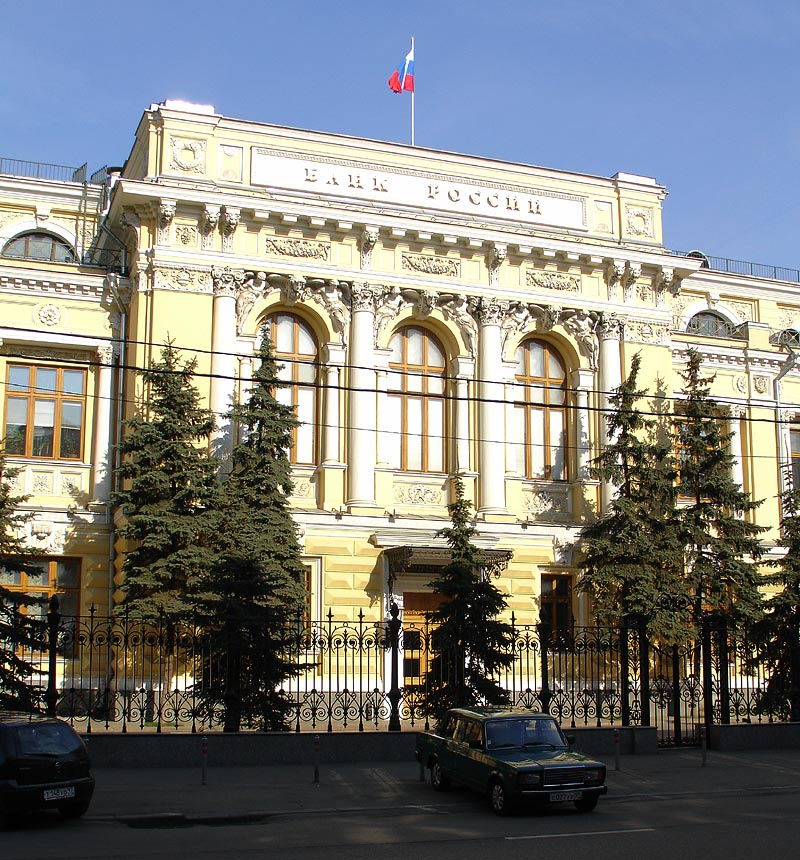
Здание Центрального Банка России на Неглинной

В список включены все кредитные организации России, у которых в 1993 году была отозвана или аннулирована лицензия на осуществление банковской деятельности.
В 1993 году Центральным Банком России были отозваны 24 лицензии у кредитных организаций, также у 120 кредитных организаций лицензии были аннулированы. Больше всего кредитных организаций лишились лицензий в декабре, в этом месяце были отозваны лицензии у 5 организаций и у 17 банков лицензии были аннулированы. Меньше всего в марте — в этом месяце лицензии лишилась одна кредитная организация.
Основной причиной для отзыва лицензий у банков в 1993 году стало нарушение банковского законодательства, нормативных актов и предписаний Банка России. Кроме того, среди наиболее распространенных проблем оказались проблемы, связанные с получением банками убытков по результатам своей деятельности, осуществлением операций без лицензии и наличием дебетового сальдо на корреспондентском счете, также по ряду организации причины отзыва не указывались. Аннулирование лицензий по большей части происходило из-за прекращение деятельности организаций в порядке их добровольной ликвидации или присоединения к другим кредитным организациям.

## Легенда
Список разбит на четыре раздела по кварталам 1993 года. Внутри разделов организации отсортированы по месяцам, внутри месяца по датам закрытия, внутри одной даты по номеру документа об отзыве или аннулировании лицензии, внутри одного документа по алфавиту.
| Таблица: - Дата — дата отзыва/аннулирования лицензии. - Приказ — номер приказа или иного документа об отзыве/аннулировании лицензии. - Регион — населённый пункт или регион регистрации банка. - Причина — основные причины отзыва или аннулирования лицензии организации. Выделение строк: - — выделение светло-зелёным цветом означает, что лицензия организации была аннулирована. - — выделение светло-жёлтым цветом означает, что лицензия организации была отозвана. | Сокращения: - АБ — акционерный банк. - АКБ — акционерный коммерческий банк. - КАБ — коммерческий акционерный банк. - КБ — коммерческий банк. - КИБ — коммерческий индустриальный банк. - н/д — нет данных. - ОАО — открытое акционерное общество. - ТОО — товарищество с ограниченной ответственностью. |

## 1 квартал
В разделе приведены все кредитные организации, у которых в 1-м квартале 1993 года была отозвана или аннулирована лицензия.
| Наименование                                 | Основ. | Лиц. | Дата       | Приказ | Регион        | Причина | Прим.         |
| -------------------------------------------- | ------ | ---- | ---------- | ------ | ------------- | --- | ------------- |
| Январь                                       |        |      |            |        |               | |               |
| КБ «Абдулиносельхозбанк»                     | 1990   | 796  | 12.01.1993 | 02-2   | Абдулино      | Присоединены к КБ «Россельхозбанк». | [ 3 ] [ 4 ]   |
| КБ «Антей»                                   | 1990   | 1173 | 12.01.1993 | 02-2   | Тюльган       | Присоединены к КБ «Россельхозбанк». | [ 5 ] [ 6 ]   |
| КБ «Асекеевосельхозбанк»                     | 1990   | 1173 | 12.01.1993 | 02-2   | Асекеево      | Присоединены к КБ «Россельхозбанк». | [ 7 ] [ 8 ]   |
| КБ «Беляевкасельхозбанк»                     | 1991   | 1391 | 12.01.1993 | 02-2   | Беляевка      | Присоединены к КБ «Россельхозбанк». | [ 9 ] [ 10 ]  |
| КБ «Визит»                                   | 1990   | 1274 | 12.01.1993 | 02-2   | Александровка | Решение о ликвидации. | [ 11 ] [ 12 ] |
| КБ «Курманаевсельхозбанк»                    | 1990   | 1142 | 12.01.1993 | 02-2   | Курманаевка   | Присоединены к КБ «Россельхозбанк». | [ 13 ] [ 14 ] |
| КБ «Луч»                                     | 1990   | 835  | 12.01.1993 | 02-2   | Тоцкое        | Присоединены к КБ «Россельхозбанк». | [ 15 ] [ 16 ] |
| КБ «Матвеевкасельхозбанк»                    | 1990   | 1224 | 12.01.1993 | 02-2   | Матвеевка     | Присоединены к КБ «Россельхозбанк». | [ 17 ] [ 18 ] |
| КБ «Минуса»                                  | 1990   | 730  | 12.01.1993 | 02-2   | Минусинск     | Решение о ликвидации. | [ 19 ] [ 20 ] |
| КБ «Сакмара»                                 | 1990   | 1072 | 12.01.1993 | 02-2   | Сакмара       | Присоединены к КБ «Россельхозбанк». | [ 21 ] [ 22 ] |
| КБ «Саракташсельхозбанк»                     | 1991   | 1330 | 12.01.1993 | 02-2   | Саракташ      | Присоединены к КБ «Россельхозбанк». | [ 23 ] [ 24 ] |
| КБ «Светлыйсельхозбанк»                      | 1990   | 1185 | 12.01.1993 | 02-2   | Светлый       | Присоединены к КБ «Россельхозбанк». | [ 25 ] [ 26 ] |
| КБ «Северный Сельхозбанк»                    | 1991   | 1346 | 12.01.1993 | 02-2   | Северное      | Присоединены к КБ «Россельхозбанк». | [ 27 ] [ 28 ] |
| КБ «Стимул»                                  | 1990   | 1313 | 12.01.1993 | 02-2   | Плешаново     | Присоединены к КБ «Россельхозбанк». | [ 29 ] [ 30 ] |
| КБ «Шарлык»                                  | 1990   | 1240 | 12.01.1993 | 02-2   | Шарлык        | Присоединены к КБ «Россельхозбанк». | [ 31 ] [ 32 ] |
| КБ «Ясный»                                   | 1990   | 796  | 12.01.1993 | 02-2   | Ясный         | Присоединены к КБ «Россельхозбанк». | [ 33 ] [ 34 ] |
| Февраль                                      |        |      |            |        |               | |               |
| КБ «Менеджмент-Банк»                         | 1991   | 1591 | 01.02.1993 | 1-4    | Волгоград     | Нарушение банковского законодательства и предписаний Банка России. Недостоверность отчётности. Нарушение правил бухгалтерского учёта. | [ 35 ] [ 36 ] |
| КБ «Камешковокомбанк»                        | 1990   | 949  | 12.02.1993 | 02-24  | Камешково     | Решение о ликвидации. | [ 37 ] [ 38 ] |
| АКБ «Корпобанк»                              | 1991   | 1645 | 01.02.1993 | 02-31  | Москва        | Нарушения при регистрации организации, формировании её уставного фонда, оформлении документации и счетов. Недостоверность предоставляемых в Банк России сведений. Помимо этого временный счёт банка не был переоформлен на постоянный корреспондентский счёт, и в течение года никаких операций по этому счёту, кроме зачисления средств уставного фонда, не переводилось. | [ 39 ] [ 40 ] |
| Март                                         |        |      |            |        |               | |               |
| Коммерческий промышленный банк «ТК-Промбанк» | 1990   | 1195 | 23.03.1993 | 02-39  | Томск         | Причина отзыва лицензии не установлена. | [ 41 ] [ 42 ] |

## 2 квартал
В разделе приведены все кредитные организации, у которых в 2-м квартале 1993 года была отозвана или аннулирована лицензия.
| Наименование                                                                                  | Основ. | Лиц. | Дата       | Приказ | Регион               | Причина | Прим.           |
| --------------------------------------------------------------------------------------------- | ------ | ---- | ---------- | ------ | -------------------- | --- | --------------- |
| Апрель                                                                                        |        |      |            |        |                      | |                 |
| КБ «Ракша»                                                                                    | 1990   | 1161 | 01.04.1993 | 02-45  | Ракша                | Решение о ликвидации. | [ 43 ] [ 44 ]   |
| Волгоградский коммерческий банк «Трансбанк»                                                   | 1992   | 310  | 09.04.1993 | 02-51  | Волгоград            | Банкротство банка, к которому привела махинация с фальшивыми авизо. | [ 45 ] [ 46 ]   |
| Зубово-Полянский коммерческий банк                                                            | 1990   | 748  | 21.04.1993 | 02-62  | Зубова Поляна        | Решение о ликвидации. | [ 47 ] [ 48 ]   |
| Кораблинский коммерческий агропромышленный банк «Кораблиноагропром» («Кораблиноагропромбанк») | 1990   | 801  | 21.04.1993 | 02-62  | Кораблино            | Присоединён к ОАО «Агропромбанк». | [ 49 ] [ 50 ]   |
| КБ «Кэрс-Банк»                                                                                | 1990   | 975  | 21.04.1993 | 02-62  | Одоев                | Решение о ликвидации. | [ 51 ] [ 52 ]   |
| КБ «Михайловскагрокомбанк»                                                                    | 1990   | 1208 | 21.04.1993 | 02-62  | Михайловка           | Решение о ликвидации. | [ 53 ] [ 54 ]   |
| Моршанский коммерческий банк социального развития «Моршансксоцбанк»                           | 1990   | 1248 | 21.04.1993 | 02-62  | Моршанск             | Решение о ликвидации. | [ 55 ] [ 56 ]   |
| КБ «Новоорсксельхозбанк»                                                                      | 1990   | 1254 | 21.04.1993 | 02-62  | Новоорск             | Решение о ликвидации. | [ 57 ] [ 58 ]   |
| КБ «Старожиловский»                                                                           | 1990   | 973  | 21.04.1993 | 02-62  | Старожилово          | Присоединён к ОАО «Агропромбанк». | [ 59 ] [ 60 ]   |
| КБ «Ташлинский»                                                                               | 1990   | 1175 | 21.04.1993 | 02-62  | Ташла                | Решение о ликвидации. | [ 61 ] [ 62 ]   |
| КБ «Идель»                                                                                    | 1990   | 1299 | 22.04.1993 | 02-65  | Казань               | Неисполнение банком предписаний Центрального банка Российской Федерации. | [ 63 ] [ 64 ]   |
| Городской коммерческий банк «Новокуйбышевский»                                                | 1990   | 1042 | 23.04.1993 | 02-68  | Новокуйбышевск       | Решение о ликвидации. | [ 65 ] [ 66 ]   |
| КБ «Северскбанк»                                                                              | 1990   | 559  | 28.04.1993 | 02-72  | Северск              | Присоединён к ОАО КАБ «Кузбассоцбанк». | [ 67 ] [ 68 ]   |
| КБ «Староминский»                                                                             | 1990   | 468  | 28.04.1993 | 02-72  | Староминская         | Решение о ликвидации. | [ 69 ] [ 70 ]   |
| КБ «Агат»                                                                                     | 1990   | 1154 | 28.04.1993 | 02-73  | Первомайский         | Решение о ликвидации. | [ 71 ] [ 72 ]   |
| КБ «Гайсельхозбанк»                                                                           | 1990   | 1177 | 28.04.1993 | 02-73  | Гай                  | Решение о ликвидации. | [ 73 ] [ 74 ]   |
| КБ «Грачевский»                                                                               | 1990   | 1306 | 28.04.1993 | 02-73  | Грачёвка             | Решение о ликвидации. | [ 75 ] [ 76 ]   |
| КБ «Кваркено»                                                                                 | 1990   | 1256 | 28.04.1993 | 02-73  | Кваркено             | Решение о ликвидации. | [ 77 ] [ 78 ]   |
| КБ «Владимиркомбанк»                                                                          | 1990   | 910  | 29.04.1993 | 02-74  | Владимир             | Присоединён к ОАО АКБ «Московский Индустриальный Банк». | [ 79 ] [ 80 ]   |
| Май                                                                                           |        |      |            |        |                      | |                 |
| КБ «Ноглики»                                                                                  | 1992   | 1744 | 05.05.1993 | 02-76  | Ноглики              | Решение о ликвидации. | [ 81 ] [ 82 ]   |
| КБ «Агробизнес»                                                                               | 1991   | 1429 | 05.05.1993 | 02-77  | Анна                 | Решение о ликвидации. | [ 83 ] [ 84 ]   |
| Коммерческий межрегиональный банк развития «Инвестис»                                         | 1990   | 445  | 06.05.1993 | 02-79  | Москва               | Неисполнение законодательства, регулирующего банковскую деятельность. Неисполнение нормативных актов Банка России. Пренебрежение интересами клиентов. Проведение операций сомнительного свойства.            | [ 85 ] [ 86 ]   |
| Сибирский региональный инвестиционный банк «Сибнефтеэкология»                                 | 1992   | 1825 | 21.05.1993 | 02-83  | Тюмень               | Выявленные Банком России факты нарушения процедуры ведения отчетности. | [ 87 ] [ 88 ]   |
| КБ «Дагибанк»                                                                                 | 1992   | 1785 | 05.05.1993 | 02-85  | Ноглики              | Преобразован в филиал КБ «Интобанк». | [ 89 ] [ 90 ]   |
| КБ «Ужурский»                                                                                 | 1990   | 925  | 05.05.1993 | 02-86  | Ужур                 | Преобразован в филиал КБ «Россельхозбанк». | [ 91 ] [ 92 ]   |
| КБ «Пыталово-Банк»                                                                            | 1990   | 864  | 05.05.1993 | 02-87  | Пыталово             | Преобразован в филиал АКБ «Псковакобанк». | [ 93 ] [ 94 ]   |
| Приаргунский коммерческий банк «Аргунь»                                                       | 1990   | 890  | 05.05.1993 | 02-88  | Приаргунск           | Преобразованы в филиалы АКБ «Забайкальский». | [ 95 ] [ 96 ]   |
| КБ «Онон»                                                                                     | 1990   | 1028 | 05.05.1993 | 02-88  | Нижний Цасучей       | Преобразованы в филиалы АКБ «Забайкальский». | [ 97 ] [ 98 ]   |
| Брянский коммерческий банк «Брянск-банк»                                                      | 1991   | 375  | 31.05.1993 | 02-90  | Брянск               | Вскрывшиеся в результате проверки деятельности банка налоговой инспекцией нарушения правил работы с ценностями и порядка операций с ними. Открытие счетов и выдача кредитов без достаточных на то оснований. | [ 99 ] [ 100 ]  |
| Июнь                                                                                          |        |      |            |        |                      | |                 |
| КБ «Усть-Цильмабанк»                                                                          | 1990   | 898  | 07.06.1993 | 02-92  | Усть-Цильма          | Решение о ликвидации. | [ 101 ] [ 102 ] |
| КБ «Дмитриевкомбанк»                                                                          | 1990   | 1017 | 07.06.1993 | 02-93  | Дмитриев             | Решение о ликвидации. | [ 103 ] [ 104 ] |
| КБ «Залесский»                                                                                | 1990   | 1192 | 07.06.1993 | 02-93  | Переславль-Залесский | Решение о ликвидации. | [ 105 ] [ 106 ] |
| КБ «Красная Гвардия»                                                                          | 1990   | 1058 | 07.06.1993 | 02-93  | Красногвардейское    | Решение о ликвидации. | [ 107 ] [ 108 ] |
| КБ «Ладога»                                                                                   | 1990   | 602  | 07.06.1993 | 02-93  | Сортавала            | Решение о ликвидации. | [ 109 ] [ 110 ] |
| КБ «Центр»                                                                                    | 1991   | 1565 | 11.06.1993 | 02-94  | Щёкино               | Присоединён к КБ «Тулабанк». | [ 111 ] [ 112 ] |
| Кооперативный банк «Планета-Банк»                                                             | 1991   | 1408 | 16.06.1993 | 02-95  | Москва               | Неисполнение нормативных актов и предписаний Банка России. Предоставление недостоверной отчетности. | [ 113 ] [ 114 ] |
| Магаданский биржевой коммерческий банк «Магадан-кредит»                                       | 1992   | 1836 | 20.06.1993 | н/д    | Магадан              | Решение собрания пайщиков банка о прекращении его деятельности в порядке ликвидации. | [ 115 ] [ 116 ] |

## 3 квартал
В разделе приведены все кредитные организации, у которых в 3-м квартале 1993 года была отозвана или аннулирована лицензия.
| Наименование                                                                | Основ. | Лиц. | Дата       | Приказ | Регион         | Причина | Прим.                   |
| --------------------------------------------------------------------------- | ------ | ---- | ---------- | ------ | -------------- | --- | ----------------------- |
| Июль                                                                        |        |      |            |        |                | |                         |
| Озерский районный коммерческий банк                                         | 1990   | 906  | 06.07.1993 | 02-104 | Озёрск         | Преобразован в филиал КБ «Россельхозбанк». | [ 117 ] [ 118 ]         |
| КБ «Датекс»                                                                 | 1992   | 1873 | 06.07.1993 | 02-105 | Махачкала      | Преобразован в филиал АБ «Кавказский биржевой банк». | [ 119 ] [ 120 ]         |
| КБ «Ноулбанк»                                                               | 1990   | 966  | 06.07.1993 | 02-106 | Новоульяновск  | Преобразован в филиал Поволжского регионального акционерного банка Внешней торговли «Ульяновсквнешторгбанк». | [ 121 ] [ 122 ]         |
| КБ «Изьва»                                                                  | 1990   | 1036 | 06.07.1993 | 02-107 | Ижма           | Преобразован в филиал КБ «Россельхозбанк». | [ 123 ] [ 124 ]         |
| КБ «Белокуриха»                                                             | 1992   | 1940 | 06.07.1993 | 02-108 | Белокуриха     | Преобразован в филиал КБ «Алтайкредитпромбанк». | [ 125 ] [ 126 ]         |
| КБ «Невельбанк»                                                             | 1990   | 686  | 06.07.1993 | 02-109 | Невель         | Преобразован в филиал Псковского регионального акционерного коммерческого банка «Псковакобанк». | [ 127 ] [ 128 ]         |
| Щигровский коммерческий банк «Щигрыкомбанк»                                 | 1990   | 1009 | 06.07.1993 | 02-110 | Щигры          | Преобразован в филиал ОАО «Курскпромбанк». | [ 129 ] [ 130 ]         |
| Коммерческий инновационный банк экономической реализации «Интер-кибер-банк» | 1991   | 1377 | 08.07.1993 | 02-114 | Москва         | Неисполнение законодательства, регулирующего банковскую деятельность. Неисполнение нормативных актов Банка России. Осуществление банковской деятельности без лицензии на совершение банковских операций. Неисполнение предписаний Банка России. Недостоверность отчетности. Несоблюдение установленных экономических нормативов. Убытки по итогам финансового года. Наличие реальной угрозы интересам вкладчиков и кредиторов. | [ 131 ] [ 132 ]         |
| Московский коммерческий банк ипотечного кредита                             | 1990   | 1190 | 08.07.1993 | 02-115 | Москва         | Неисполнение законодательства, регулирующего банковскую деятельность. Неисполнение нормативных актов Банка России. Осуществление банковской деятельности без лицензии на совершение банковских операций. Убытки по итогам деятельности банка в 1992 году. | [ 133 ] [ 134 ]         |
| Кооперативный банк союза кооператоров Кубани «Краснодаркоопбанк»            | 1989   | 137  | 08.07.1993 | н/д    | Краснодар      | Преобразован в филиал ОАО «Промышленно-строительный банк». | [ 135 ] [ 136 ]         |
| КБ «Тегульдетский лесной коммерческий банк»                                 | 1992   | 2111 | 21.07.1993 | 02-121 | Тегульдет      | Причина отзыва лицензии не установлена. | [ 137 ] [ 138 ]         |
| АКБ «Московский купеческий банк»                                            | 1992   | 2019 | 21.07.1993 | 02-122 | Москва         | Решение о ликвидации. | [ 139 ] [ 140 ]         |
| КБ «Чугуевский»                                                             | 1991   | 1355 | 21.07.1993 | 02-123 | Чугуевка       | Решение о ликвидации. | [ 141 ] [ 142 ]         |
| Агвалинский коммерческий банк «Агвали»                                      | 1990   | 950  | 27.07.1993 | 02-124 | Агвали         | Решение о ликвидации. | [ 143 ] [ 144 ]         |
| КБ «Хазина»                                                                 | 1990   | 621  | 27.07.1993 | 02-124 | Советское      | Решение о ликвидации. | [ 145 ] [ 146 ]         |
| КБ «Адамовка»                                                               | 1990   | 1259 | 27.07.1993 | 02-125 | Адамовка       | Решение о ликвидации. | [ 147 ] [ 148 ]         |
| КБ «Илек»                                                                   | 1990   | 1263 | 27.07.1993 | 02-125 | Илек           | Решение о ликвидации. | [ 149 ] [ 150 ]         |
| КБ «Новосергиевка»                                                          | 1991   | 1395 | 27.07.1993 | 02-125 | Новосергиевка  | Решение о ликвидации. | [ 151 ] [ 152 ]         |
| Коммерческий сельскохозяйственный банк «Ополье»                             | 1990   | 1186 | 27.07.1993 | 02-126 | Владимир       | Решение о ликвидации. | [ 153 ] [ 154 ]         |
| Август                                                                      |        |      |            |        |                | |                         |
| КБ «Преображенский»                                                         | 1991   | 1609 | 06.07.1993 | 02-138 | Москва         | Банк не приступил к работе в отведенные законом сроки. | [ 155 ] [ 156 ]         |
| Коммерческий банк социального развития «Комсоцбанк»                         | 1990   | 821  | 06.07.1993 | 02-139 | Ставрополь     | Причина отзыва лицензии не установлена. | [ 157 ] [ 158 ]         |
| КБ «Ботлих»                                                                 | 1990   | 641  | 06.07.1993 | 02-140 | Ботлих         | Решение о ликвидации. | [ 159 ] [ 160 ]         |
| КБ «Хив»                                                                    | 1990   | 657  | 06.07.1993 | 02-140 | н/д            | Решение о ликвидации. | [ 161 ] [ 162 ]         |
| КБ «Агинский»                                                               | 1990   | 1083 | 17.08.1993 | 02-141 | н/д            | Решение о ликвидации. | [ 163 ] [ 164 ]         |
| Белевский коммерческий банк                                                 | 1990   | 976  | 17.08.1993 | 02-141 | Белёв          | Решение о ликвидации. | [ 165 ] [ 166 ]         |
| КБ «Воронежагрокомбанк»                                                     | 1990   | 564  | 17.08.1993 | 02-141 | Воронеж        | Решение о ликвидации. | [ 167 ] [ 168 ]         |
| КБ «Гжать»                                                                  | 1990   | 583  | 17.08.1993 | 02-141 | Гагарин        | Решение о ликвидации. | [ 169 ] [ 170 ]         |
| КБ «Ибресинский»                                                            | 1990   | 1040 | 17.08.1993 | 02-141 | Ибреси         | Решение о ликвидации. | [ 171 ] [ 172 ]         |
| Красноармейский коммерческий банк                                           | 1990   | 611  | 17.08.1993 | 02-141 | н/д            | Решение о ликвидации. | [ 173 ] [ 174 ]         |
| КБ «Льговкомбанк»                                                           | 1990   | 1116 | 17.08.1993 | 02-141 | Льгов          | Преобразован в филиал КБ «Россельхозбанк». | [ 175 ] [ 176 ]         |
| КБ «Черниговский»                                                           | 1991   | 1356 | 17.08.1993 | 02-141 | Черниговка     | Решение о ликвидации. | [ 177 ] [ 178 ]         |
| КБ «Ельниковский»                                                           | 1990   | 1148 | 17.08.1993 | 02-142 | Ельники        | Решение о ликвидации. | [ 179 ] [ 180 ]         |
| КБ «Комсомольский»                                                          | 1990   | 612  | 17.08.1993 | 02-142 | Комсомольское  | Решение о ликвидации. | [ 181 ] [ 182 ]         |
| КБ «Чамзинский»                                                             | 1990   | 1147 | 17.08.1993 | 02-142 | Чамзинка       | Решение о ликвидации. | [ 183 ] [ 184 ]         |
| Сахалинский частный банк «Дом»                                              | 1991   | 1662 | 26.08.1993 | 02-146 | Южно-Сахалинск | Причина отзыва лицензии не установлена. | [ 185 ] [ 186 ]         |
| КБ «Таруса»                                                                 | 1990   | 945  | 31.08.1993 | 02-149 | Таруса         | Выдача банком 900 миллионов рублей по поддельным чекам «Россия». | [ 187 ] [ 188 ]         |
| Сентябрь                                                                    |        |      |            |        |                | |                         |
| КБ «Краснослободский»                                                       | 1990   | 754  | 03.09.1993 | 02-150 | Краснослободск | Преобразованы в филиалы КБ «Сияжар». | [ 189 ] [ 190 ]         |
| КБ «Торбеевский»                                                            | 1990   | 755  | 03.09.1993 | 02-150 | Торбеево       | Преобразованы в филиалы КБ «Сияжар». | [ 191 ] [ 192 ]         |
| КБ «Гамма-банк»                                                             | 1990   | 613  | 03.09.1993 | 02-151 | Любытино       | Решение о ликвидации. | [ 193 ] [ 194 ]         |
| КБ «Пестово»                                                                | 1990   | 557  | 03.09.1993 | 02-151 | Пестово        | Решение о ликвидации. | [ 195 ] [ 196 ]         |
| Тверской кооперативный банк «Эврика»                                        | 1990   | 616  | 03.09.1993 | 02-152 | Любытино       | Преобразован в филиал КБ «Престиж». | [ 197 ] [ 198 ]         |
| Нелидовский коммерческий банк «Доверие»                                     | 1990   | 1030 | 03.09.1993 | 02-153 | Нелидово       | Решение о ликвидации. | [ 199 ] [ 200 ]         |
| КБ «Лескомбанк»                                                             | 1992   | 1725 | 03.09.1993 | 02-154 | Смирных        | Решение о ликвидации. | [ 201 ] [ 202 ]         |
| ТОО КИБ «Никэ» («Никэ-банк»)                                                | 1992   | 1772 | 20.09.1993 | 02-156 | Москва         | Нарушение правил ведения бухгалтерского учета. Нарушение нормативных указаний Банка России. Недостоверность отчетности. Несоблюдение экономических нормативов. Наличие длительное время на корреспондентском счете дебетового сальдо. | [ 203 ] [ 204 ] [ 205 ] |
| КБ «Вахрушев»                                                               | 1990   | 1080 | 20.09.1993 | 02-157 | Вахрушев       | Решение о ликвидации. | [ 206 ] [ 207 ]         |
| КБ «Оникс»                                                                  | 1990   | 780  | 20.09.1993 | 02-157 | Чехов          | Решение о ликвидации. | [ 208 ] [ 209 ]         |
| КБ «Рубин»                                                                  | 1990   | 631  | 22.09.1993 | 02-160 | н/д            | Решение о ликвидации. | [ 210 ] [ 211 ]         |
| Межрегиональный банк «Алиса»                                                | 1991   | 1547 | 22.09.1993 | 02-161 | Петрозаводск   | Решение о ликвидации. | [ 212 ] [ 213 ]         |
| Кооперативный банк «Черное море»                                            | 1992   | 68   | 29.09.1993 | 02-166 | Сочи           | Решение о ликвидации. | [ 214 ] [ 215 ]         |

## 4 квартал
В разделе приведены все кредитные организации, у которых в 4-м квартале 1993 года была отозвана или аннулирована лицензия.
| Наименование                                                           | Основ. | Лиц. | Дата       | Приказ | Регион         | Причина | Прим.           |
| ---------------------------------------------------------------------- | ------ | ---- | ---------- | ------ | -------------- | --- | --------------- |
| Октябрь                                                                |        |      |            |        |                | |                 |
| Промышленно-коммерческий банк «Нюрба»                                  | 1992   | 1766 | 13.10.1993 | 02-172 | Нюрба          | Решение о ликвидации. | [ 216 ] [ 217 ] |
| Ярковский коммерческий банк                                            | 1990   | 882  | 15.10.1993 | 02-174 | Ярково         | Решение о ликвидации. | [ 218 ] [ 219 ] |
| КБ «Резерв»                                                            | 1990   | 756  | 15.10.1993 | 02-175 | н/д            | Решение о ликвидации. | [ 220 ] [ 221 ] |
| Сямженский коммерческий банк                                           | 1990   | 915  | 28.10.1993 | 02-179 | Сямжа          | Решение о ликвидации. | [ 222 ] [ 223 ] |
| АБ «Индустрия»                                                         | 1992   | 771  | 28.10.1993 | 02-180 | Пермь          | Решение о ликвидации. | [ 224 ] [ 225 ] |
| Ноябрь                                                                 |        |      |            |        |                | |                 |
| КБ «Колышлейский»                                                      | 1990   | 775  | 16.11.1993 | 02-186 | Колышлей       | Решение о ликвидации. | [ 226 ] [ 227 ] |
| Покровский коммерческий банк                                           | 1990   | 1204 | 16.11.1993 | 02-187 | н/д            | Решение о ликвидации. | [ 228 ] [ 229 ] |
| Козьмодемьянский коммерческий банк                                     | 1991   | 1369 | 18.11.1993 | 02-191 | Козьмодемьянск | Решение о ликвидации. | [ 230 ] [ 231 ] |
| КБ «Бугурусланский»                                                    | 1990   | 1126 | 18.11.1993 | 02-191 | Бугуруслан     | Решение о ликвидации. | [ 232 ] [ 233 ] |
| Чулымский коммерческий банк «Агропромбанк»                             | 1990   | 571  | 18.11.1993 | 02-192 | Чулым          | Решение о ликвидации. | [ 234 ] [ 235 ] |
| КБ «Поронайск»                                                         | 1990   | 1081 | 18.11.1993 | 02-193 | Поронайск      | Решение о ликвидации. | [ 236 ] [ 237 ] |
| Азнакаевский коммерческий банк «Булгар»                                | 1991   | 1333 | 18.11.1993 | 02-194 | Азнакаево      | Решение о ликвидации. | [ 238 ] [ 239 ] |
| КБ «Домбаровка»                                                        | 1990   | 1258 | 18.11.1993 | 02-194 | Домбаровка     | Решение о ликвидации. | [ 240 ] [ 241 ] |
| КБ «Сорочинск»                                                         | 1990   | 962  | 18.11.1993 | 02-194 | Сорочинск      | Решение о ликвидации. | [ 242 ] [ 243 ] |
| Русский инвестиционный коммерческий банк «Русинвест» («Русинвестбанк») | 1991   | 1660 | 24.11.1993 | 02-198 | Москва         | Неисполнение законодательства, регулирующего банковскую деятельность. Неисполнение нормативных актов и предписаний Банка России. Наличие в течение длительного времени непрерывного дебетового сальдо на корреспондентском счете. | [ 244 ] [ 245 ] |
| Декабрь                                                                |        |      |            |        |                | |                 |
| АКБ «МаркПольбанк»                                                     | 1992   | 1839 | 06.12.1993 | 02-202 | Москва         | Неисполнение законодательства, регулирующего банковскую деятельность. Неисполнение нормативных актов и предписаний Банка России. Наличие в течение длительного времени непрерывного дебетового сальдо на корреспондентском счете. Проведение рискованной кредитной политики, угрожающей интересам вкладчиков и кредиторов. | [ 246 ] [ 247 ] |
| Подольский коммерческий банк «Зодчий»                                  | 1991   | 83   | 06.12.1993 | 02-203 | Москва         | Неисполнение нормативных актов Банка России. Несоблюдением установленных экономических нормативов. Проведение рискованной кредитной политики, создающей угрозу интересам кредиторов и вкладчиков. Убыточная деятельность организации. | [ 248 ] [ 249 ] |
| КБ «Интерарт»                                                          | 1992   | 1900 | 07.12.1993 | 02-205 | Москва         | Неисполнение законодательства, регулирующего банковскую деятельность. Неисполнение предписаний Банка России. Наличие в течение длительного времени непрерывного дебетового сальдо на корреспондентском счете. Несоблюдение правил ведения бухгалтерской отчетности. | [ 250 ] [ 251 ] |
| КБ «ЭКАбанк»                                                           | 1990   | 656  | 08.12.1993 | 02-206 | Москва         | Неисполнение законодательства, регулирующего банковскую деятельность. Наличие значительного дебетового сальдо на корреспондентском счете. | [ 252 ] [ 253 ] |
| ТОО КБ «Иванбанк» АО «100»                                             | 1992   | 2049 | 08.12.1993 | 02-207 | Чебоксары      | Неисполнение законодательства, регулирующего банковскую деятельность. Неисполнение нормативных актов и предписаний Банка России, в том числе о минимальном размере уставного фонда для банков, об обязательном наличии резервного фонда, о соответствии кадрового состава банка требованиям Банка России. Наличие слишком большой доли просроченных ссуд в общем объеме кредитных вложений. После отзыва лицензии банком был подан иск в Высший арбитражный суд с требованием признать приказ об отзыве лицензии недействительным, однако он был отклонён. | [ 254 ] [ 255 ] |
| КБ «Рис»                                                               | 1990   | 831  | 08.12.1993 | 02-210 | Краснодар      | Преобразован в филиал ОАО Акционерный банк агропромышленных формирований Краснодарского края «Кубинбанк». | [ 256 ] [ 257 ] |
| КБ «Агул-банк»                                                         | 1990   | 818  | 08.12.1993 | 02-211 | Тпиг           | Преобразованы в филиалы КБ «Горы Дагестана». | [ 258 ] [ 259 ] |
| КБ «Курахский»                                                         | 1990   | 642  | 08.12.1993 | 02-211 | Курах          | Преобразованы в филиалы КБ «Горы Дагестана». | [ 260 ] [ 261 ] |
| КБ «Регионкомбанк»                                                     | 1990   | 852  | 09.12.1993 | 02-213 | Чита           | Преобразован в филиал КБ «Россельхозбанк». | [ 262 ] [ 263 ] |
| Кооперативный банк «Кайтаг»                                            | 1992   | 1783 | 09.12.1993 | 02-214 | Маджалис       | Решение о ликвидации. | [ 264 ] [ 265 ] |
| КБ «Уркарах»                                                           | 1990   | 647  | 09.12.1993 | 02-214 | Уркарах        | Решение о ликвидации. | [ 266 ] [ 267 ] |
| КБ «Стройфинбанк»                                                      | 1992   | 2122 | 24.12.1993 | 02-221 | Екатеринбург   | Преобразован в филиал ОАО «Уральский банк реконструкции и развития». | [ 268 ] [ 269 ] |
| КБ «Новолакский»                                                       | 1990   | 1169 | 24.12.1993 | 02-222 | Новолак        | Преобразован в филиал АКБ «Кавказский биржевой банк». | [ 270 ] [ 271 ] |
| КБ «Барлык»                                                            | 1990   | 940  | 24.12.1993 | 02-223 | Терекли-Мектеб | Преобразован в филиал КБ «Горы Дагестана». | [ 272 ] [ 273 ] |
| КБ «Хунзахский»                                                        | 1990   | 946  | 24.12.1993 | 02-224 | Хунзах         | Преобразован в филиал КБ «Эно». | [ 274 ] [ 275 ] |
| КБ «Кумухский»                                                         | 1990   | 759  | 24.12.1993 | 02-225 | Кумух          | Преобразованы в филиалы КБ «Горы Дагестана». | [ 276 ] [ 277 ] |
| КБ «Левашинский»                                                       | 1990   | 809  | 24.12.1993 | 02-225 | Леваши         | Преобразованы в филиалы КБ «Горы Дагестана». | [ 278 ] [ 279 ] |
| КБ «Тлярата»                                                           | 1990   | 924  | 24.12.1993 | 02-225 | Тлярата        | Преобразованы в филиалы КБ «Горы Дагестана». | [ 280 ] [ 281 ] |
| КБ «Цовкра»                                                            | 1990   | 632  | 24.12.1993 | 02-225 | Вачи           | Преобразованы в филиалы КБ «Горы Дагестана». | [ 282 ] [ 283 ] |
| Крестьянский коммерческий банк «Крестьянкомбанк»                       | 1990   | 1014 | 24.12.1993 | 02-226 | Кунгур         | Преобразованы в филиалы КБ «Россельхозбанк». | [ 284 ] [ 285 ] |
| Октябрьский земельный коммерческий банк «Октябрьскземкомбанк»          | 1990   | 1012 | 24.12.1993 | 02-226 | Октябрьский    | Преобразованы в филиалы КБ «Россельхозбанк». | [ 286 ] [ 287 ] |
| Очерский агропромышленный коммерческий банк                            | 1990   | 1013 | 24.12.1993 | 02-226 | Очер           | Преобразованы в филиалы КБ «Россельхозбанк». | [ 288 ] [ 289 ] |

## Статистика

### Закрытие по месяцам
| Закрытие по месяцам | Закрытие по месяцам | Закрытие по месяцам | Закрытие по месяцам | Закрытие по месяцам |
| Месяц               |                     |                     |                     | Количество          |
| ------------------- | ------------------- | ------------------- | ------------------- | ------------------- |
| Январь              |                     |                     | 16                  |                     |
| Февраль             |                     |                     | 3                   |                     |
| Март                |                     |                     | 1                   |                     |
| Апрель              |                     |                     | 19                  |                     |
| Май                 |                     |                     | 10                  |                     |
| Июнь                |                     |                     | 8                   |                     |
| Июль                |                     |                     | 19                  |                     |
| Август              |                     |                     | 17                  |                     |
| Сентябрь            |                     |                     | 13                  |                     |
| Октябрь             |                     |                     | 5                   |                     |
| Ноябрь              |                     |                     | 10                  |                     |
| Декабрь             |                     |                     | 22                  |                     |

### Комментарии
1. ↑  По инициативе Банка России.
2. ↑  По инициативе собственников компании или в порядке её реорганизации.
3. ↑  По другим данным лицензия была отозвана 3 сентября 1996 года.
4. ↑  По другим данным лицензия была аннулирована 9 марта 1992 года.
5. ↑  Окончательная ликвидация организации была проведена 16 июня 2004 года на основании решения суда о банкротстве и ликвидации.